# Johann Kaspar Aiblinger

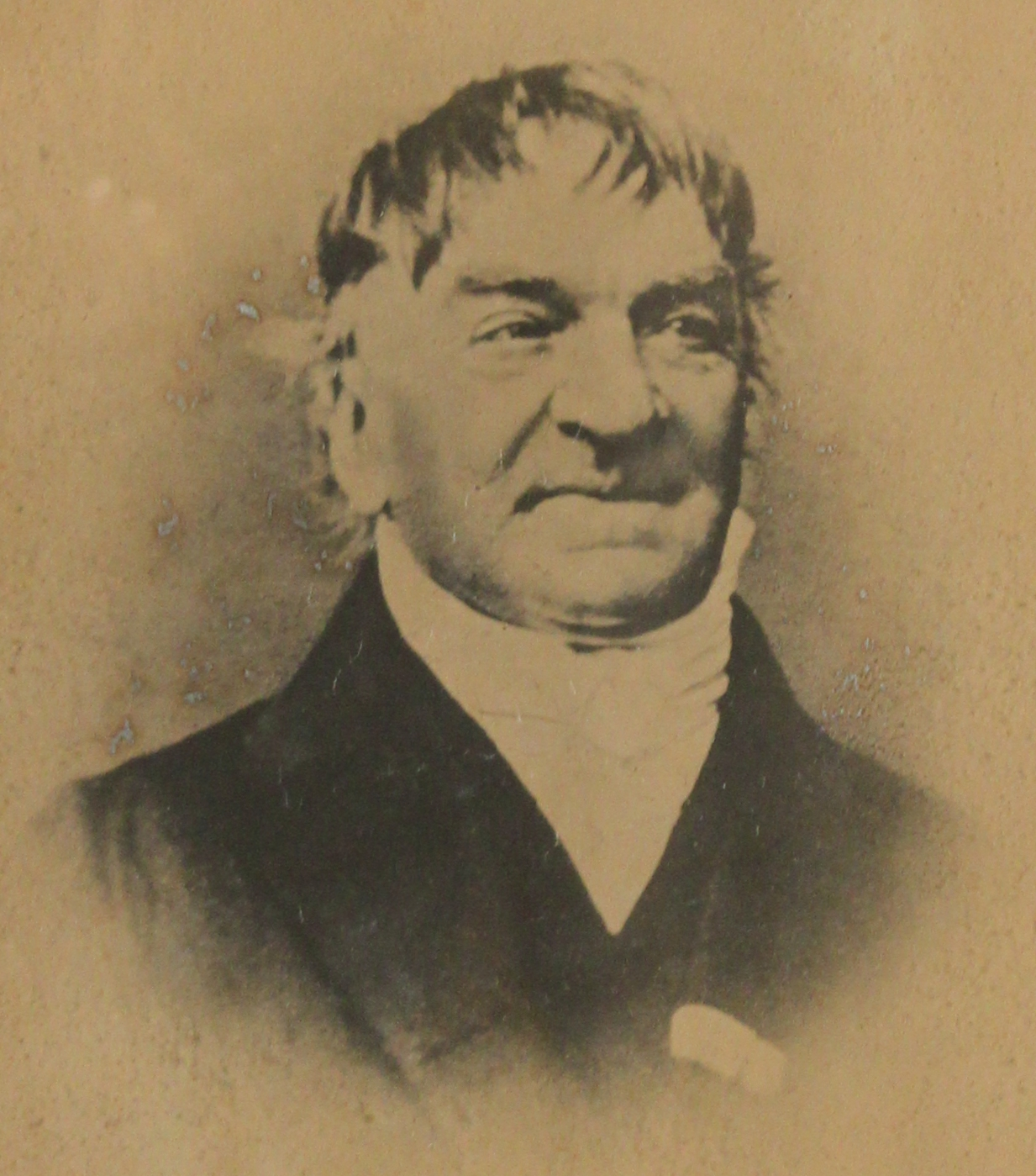
Johann Kaspar Aiblinger

Johann Kaspar Aiblinger (Wasserburg am Inn, Baviera, 23 de febrero de 1779 – Munich, 6 de mayo de 1867) fue un músico y compositor alemán. 

## Biografía
Aunque su primer acercamiento a la música puede haber sido a través del director de coros de St Jakob, Johann Sebastian Dietz, Aiblinger recibió su primera enseñanza musical a los once años en la Abadía Benedictina en Tegernsee, donde aprendió a tocar piano y órgano. En 1775 se mudó al Gymnasium Jesuita en Múnich, donde tomó estudios de composición con Joseph Schlett. En 1801 entró a estudiar teología en la Universidad de Landshut, donde completó sus estudios de filosofía sin terminar los de teología.
Convencido de que su instrucción musical no estaría completa hasta estudiar en Italia, en 1803 viajó a Vicenza como aprendiz de Johann Simon Mayr, estudiando también en Venecia (1810) y Milán (1811). En Venecia conoció a Giacomo Meyerbeer, compositor de ópera, quien lo ayudó a entrar en el Conservatorio, mientras que en Milán fue director de un ballet local.
En 1819 volvió a Munich, donde Maximiliano de Baviera lo invitó a tomar el puesto de maestro de capilla de la Ópera de Italia, luego de fracasar en su intento de hacerse vicemaestro de capilla en la corte real. En 1823 fue nombrado director asistente en el Teatro Nacional de Hofund, donde tres años después se hizo maestro de capilla, y luego de abandonar la Ópera de Italia trabajó como organista en la Iglesia de Todos los Santos, donde compuso varias obras significativas.
Entre 1820 y 1830 intentó, infructuosamente, dedicarse a la composición operática. Entonces se dedicó a revivir antigua música sacra italiana, estudiando a los antiguos maestros e interpretando sus obras, además de componer mucha música de iglesia. El rey Luis I de Baviera lo nombró director de la orquesta real y en 1833 lo envió a Italia para recuperar antigua música sacra. Junto a Michael Hauber y Caspar Ett, fue pieza clave en la recuperación de la música sacra antigua. En 1864 se retiró de la música y murió en Múnich el 6 de mayo de 1867.

## Estilo
En su ópera de dos actos Rodrigo und Chimene (1821) Aiblinger adoptó el estilo de la ópera seria desarrollado por Cherubini, Spontini y Mayr, con emocionantes corales, rica instrumentación y pasajes vistosos para los solistas. Esta mezcla de corrientes italianas y francesas de la ópera hace que la obra de Aiblinger no sea un verdadero reflejo de la ópera alemana.
Las grandes y ostentosas misas de los primeros años de Aiblinger muestran la influencia de la ópera italiana. De 1825 a 1833 desarrolló un estilo transicional con frecuentes secciones a capella e instrumentaciones colla parte. Desde 1830 compuso obras a menor escala y las misas orquestales fueron reemplazadas por Landmessen (misas rurales con instrumentos y voces limitados). Las canciones marianas son particularmente notables por su carácter folklórico. Las numerosas composiciones de Aiblinger para voces femeninas y órgano fueron especialmente escritas para los conventos de Múnich. Al mismo tiempo, fue capaz de seguir el ideal del estilo composicional a capella en la Iglesia de Todos los Santos.

## Obras (selección)

### Óperas
- La burla Fortunata, ossia I due prigioneri', Venecia, 1811 (música perdida)
- Rodrigo und Chimene, Munich, 1821

### Ballets
- La morte di Nerone, Venecia, 1815
- La spada di Kennet, Milán, 1818
- I titani, Milán, 1819
- Bianca, Milán, 1819
- Giovanna d’Arco, Milán, 1819

### Vocal
- 43 misas en latín para varias instrumentaciones: solistas, coro, solistas con orquesta, coro con órgano, coro con ensamble de cámara, coro masculino, coro femenino con órgano, a capella, doble coro.
  - Misa en la mayor para soprano, contralto, coro y órgano.
  - Misa latina en fa para cuatro voces, orquesta y órgano, Op. 3
  - Weihnachtsmesse para solista, arpa, órgano, violonchelo y contrabajo.
  - Misa Advocata nostra (también conocida como Harfenmesse).
  - Misa Salus infirmorum para coro femenino, solistas y órgano.
- 8 misas alemanas: siete con acompañamiento de órgano y una para coro y orquesta.
- 8 misas de réquiem (cuatro con orquesta).
  - Requiem para cuatro voces, dos violines, viola, órgano y bajo, dos cornos obligados, dos trompetas y timbales, Op. 1
  - Requiem para cuatro voces, orquesta y órgano, Op. 5
- 4 salmos: uno con orquesta y tres con ensamble de cámara.
- 4 cantantes (dos con orquesta).
- 127 lieder y canciones sacras, incluyendo antífonas marianas, la mayoría de ellas para coro femenino
  - Letanías en si bemol para cuatro voces y orquesta, Op. 2
  - Letanías en re para cuatro voces y orquesta, Op. 6
- Cerca de 290 oficios, cánticos, lamentaciones, Stabat Mater y otros himnos.
  - Gradual y ofertorio para cuatro voces, dos violines, viola, dos cornos y órgano, Op. 4
  - Ave Regina para cuatro voces y órgano, Op. 11